# Phylogenese
Phylogenese (altgriechisch φῦλον phýlon, deutsch ‚Stamm‘ und altgriechisch γένεσις génesis, deutsch ‚Ursprung‘) oder Phylogenie bezeichnet sowohl die stammesgeschichtliche Entwicklung (Stammesgeschichte) der Gesamtheit aller Lebewesen als auch bestimmter Verwandtschaftsgruppen auf allen Ebenen der biologischen Systematik. Der Begriff umfasst  auch die Evolution einzelner Merkmale im Verlauf der Entwicklungsgeschichte von Lebewesen. Im Gegensatz dazu bezeichnet die Ontogenese die individuelle Entwicklung eines Lebewesens. Beide zusammen sind Gegenstand der biogenetischen Grundregel.

## Methodik phylogenetischer Forschung
Die Wissenschaft von der Erforschung der Phylogenese bezeichnet man auch als Phylogenetik. Sie umfasst unter anderem folgende Methoden:
- Auswertung von strukturellen (morphologischen) und anatomischen Merkmalen von Fossilien,
- Vergleich der morphologischen, anatomischen und physiologischen Merkmale rezenter Lebewesen, eingeschränkt (vor allem historisch) auch bei Viren.
- Vergleich der Ontogenese vorwiegend rezenter Lebewesen,
- molekulargenetische Analyse des Genoms (DNA bzw. bei Virus auch RNA), beispielsweise durch DNA-Sequenzanalyse.

Bei der Bewertung dieser Merkmale ist es entscheidend, Homologien (aufgrund gemeinsamer Abstammung) von Homoplasien (Analogien aufgrund von Parallelentwicklungen, etwa bei gleichen Umweltbedingungen) zu unterscheiden.
Aus diesen Daten kann dann ein phylogenetischer Baum erstellt werden, der die rekonstruierten Verwandtschaftsverhältnisse darstellt.
Ein wissenschaftstheoretisches Problem der Phylogeneseforschung ist, dass die der Phylogenese zugrundeliegenden Evolutionsprozesse in der Regel nicht direkt beobachtet oder experimentell nachvollzogen werden können. Daher müssen Belege aus verschiedenen Bereichen herangezogen werden, um einigermaßen stimmige Stammbäume rekonstruieren zu können. So kommt es häufiger zu unterschiedlichen Auffassungen, wie beispielsweise die Diskussion um die Einteilung verschiedener protostomer Tierstämme in Häutungstiere (vorwiegend genetisch begründet) oder Articulata (vorwiegend morphologisch begründet) zeigt.

## Synphylogenese
Die Synphylogenese beschreibt die entwicklungsgeschichtliche streng interdependente Entwicklung von Lebewesen. Auch der Begriff Parasitophylese wird dazu verwendet. Dabei betrachtet sie die evolutionäre Entwicklung von Parasit/Wirt-Systemen. Der Parasitismus ist als wichtiger Motor der Evolution beschrieben.